# Roberto IV d'Alvernia
Roberto d'Alvernia (prima metà del XII secolo (1130 circa) – 1194) fu conte d'Alvernia dal 1182 fino alla sua morte.

## Origine
Roberto, come ci conferma la Histoire généalogique de la maison d'Auvergne, tome 1, fu il figlio primogenito del Conte d'Alvernia, Guglielmo VIII e di Anna di Nevers che la Chronica Albrici Monachi Trium Fontium cita come madre di Roberto e sorella di Rinaldo di Nevers, figlia del Conte di Nevers, Guglielmo II e della moglie, Adelaide
Guglielmo VIII era il figlio secondogenito del Conte d'Alvernia e conte di Velay, Guglielmo VI e di Emma di Altavilla (1063 – 1119), la figlia del primo conte di Sicilia Ruggero il Normanno e della prima moglie Giuditta d'Evreux, ma, secondo lo storico, chierico, canonista e bibliotecario francese, Étienne Baluze, Emma di Altavilla (o di Sicilia) aveva sposato il conte di Chiaramonte e non il conte d'Alvernia, Guglielmo VI; infine, secondo le Europäische Stammtafeln, vol III/4, tav. 732, la moglie di Guglielmo era Emma, figlia di Guglielmo d'Evreux, la zia materna di Emma di Altavilla, anche se la cosa è cronologicamente quasi impossibile.

## Biografia
Di Roberto si hanno scarse informazioni. Roberto viene citato in una lettera, non datata, del canonico della chiesa di Clermont al re di Francia, Luigi VII, assieme al padre, Guglielmo VIII, conte d'Alvernia(Willelmi maioris natu comitis atque filii eius Roberti).
Lo storico, chierico, canonista e bibliotecario francese, Étienne Baluze, nel suo Histoire généalogique de la maison d'Auvergne, tome 1, riporta che Roberto succedette al padre, nel 1182, alla morte di Guglielmo VIII; infatti in un documento di quell'anno (Extrait du tresor des titres de la maison de la tour d'Auvergne), Roberto viene citato come conte d'Alvernia (comiti Roberto).
Poco dopo la morte del padre, nel 1183, secondo il Baluze, i figli del re d'Inghilterra, Enrico II, gli crearono dei problemi, invadendo le sue terre con una compagnia di mercenari, detta la Brabançon.
La cosa fu ripetuta nel 1185, quando si mise in mostra il figlio di Enrico II, Goffredo.
Roberto morì nel 1194 e fu inumato nell'abbazia di Bouschet-Vauluisant; gli succedette il figlio primogenito, Guglielmo.

## Matrimonio e discendenza
Roberto aveva sposato Matilde di Borgogna che secondo la Chronica Albrici Monachi Trium Fontium era la sorella del duca di Borgogna (Ugo III); quindi, come conferma la Histoire généalogique des ducs de Bourgogne de la maison de France, era figlia del duca di Borgogna, Oddone II, e di Maria di Blois(1128 – 1190), la figlia primogenita del conte di Blois, di Chartres, di Meaux e di Châteaudun, signore di Sancerre e Amboise, conte di Troyes e conte di Champagne, Tebaldo, come ci viene confermata anche dalla Chronica Albrici Monachi Trium Fontium e di Matilde di Carinzia, figlia del duca di Carinzia, Enghelberto, come ci conferma Orderico Vitale nel volume VI, libro XI del suo Historia Ecclesiastica, Libri tredicim; anche Guglielmo di Tiro, che è stato arcivescovo della città di Tiro, nell'odierno Libano, nel suo Historia rerum in partibus transmarinis gestarum, cita il duca Ugo III come figlio della sorella di Tebaldo V di Blois, mentre gli Annales S. Benigni Divionensis citano Ugo III di Borgogna come figlio della figlia del conte di Champagne, Tebaldo II (Hugo, dux Burgundie, filius filie comitis Theobaldi comitis Campanie). Secondo un documento, datato 1199, Matilde intervenne, assieme al nipote, il duca di Borgogna, Oddone III, per pacificare i suoi due figli: Guido e Roberto, Vescovo di Clermont; Matilde morì nel 1220 e fu sepolta accanto al marito nell'abbazia di Bouschet-Vauluisant.
Da Matilde, Roberto ebbe sei figli:
- Guglielmo[2] († 1195), conte d'Alvernia[13]
- Guido[2] († 1222), conte d'Alvernia[13]
- Roberto[2] († 1234), Vescovo di Clermont[13]
- Maria († dopo il 1229), che sposò Alberto II, signore di La Tour-du-Pin[21]
- Ermengarda († 1210), che sposò Guido V, visconte di Limoges, come ci conferma la Chroniques de Saint-Martial de Limoges[22]
- Roberto detto di Clermont[21] († 1234), citato da un figlio della sorella Maria in un documento del 1210 come proprio zio (Roberto de Claromonte avunculo nostro)[23]

## Ascendenza
|                           |                      |                        | Genitori               |  |  | Nonni |  |  | Bisnonni              |  |  | Trisnonni              |  |
|                           |                      |                        |                        |  |  |       |  |  | Roberto II d'Alvernia |  |  | Guglielmo V d'Alvernia |  |
|                           |                      |                        |                        |  |  |       |  |  | Roberto II d'Alvernia |  |  | Guglielmo V d'Alvernia |  |
|                           |                      | Filippa di Gévaudan    |                        |  |  |       |  |  | Roberto II d'Alvernia |  |  |                        |  |
| Guglielmo VI d'Alvernia   |                      |                        |                        |  |  |       |  |  | Roberto II d'Alvernia |  |  |                        |  |
|                           |                      | Giuditta di Melgueil   | Raimondo I di Melgueil |  |  |       |  |  |                       |  |  |                        |  |
|                           |                      | Giuditta di Melgueil   | Raimondo I di Melgueil |  |  |       |  |  |                       |  |  |                        |  |
|                           |                      | Giuditta di Melgueil   | Beatrice di Poitiers   |  |  |       |  |  |                       |  |  |                        |  |
| Guglielmo VIII d'Alvernia |                      | Giuditta di Melgueil   |                        |  |  |       |  |  |                       |  |  |                        |  |
|                           |                      | Guglielmo I di Sicilia | Ruggero II di Sicilia  |  |  |       |  |  |                       |  |  |                        |  |
|                           |                      | Guglielmo I di Sicilia | Ruggero II di Sicilia  |  |  |       |  |  |                       |  |  |                        |  |
|                           |                      | Guglielmo I di Sicilia | Elvira di Castiglia    |  |  |       |  |  |                       |  |  |                        |  |
| Emma d'Altavilla          |                      | Guglielmo I di Sicilia |                        |  |  |       |  |  |                       |  |  |                        |  |
|                           |                      | Giuditta d'Evreux      | Guglielmo d'Evreux     |  |  |       |  |  |                       |  |  |                        |  |
|                           |                      | Giuditta d'Evreux      | Guglielmo d'Evreux     |  |  |       |  |  |                       |  |  |                        |  |
|                           |                      | Giuditta d'Evreux      | Adevisa di Giroie      |  |  |       |  |  |                       |  |  |                        |  |
| Roberto IV d'Alvernia     |                      | Giuditta d'Evreux      |                        |  |  |       |  |  |                       |  |  |                        |  |
|                           | Rinaldo II di Nevers | Guglielmo di Nevers    |                        |  |  |       |  |  |                       |  |  |                        |  |
|                           | Rinaldo II di Nevers | Guglielmo di Nevers    |                        |  |  |       |  |  |                       |  |  |                        |  |
|                           | Rinaldo II di Nevers | …                      |                        |  |  |       |  |  |                       |  |  |                        |  |
| Guglielmo II di Nevers    | Rinaldo II di Nevers |                        |                        |  |  |       |  |  |                       |  |  |                        |  |
|                           |                      | Agnese di Beaugency    | …                      |  |  |       |  |  |                       |  |  |                        |  |
|                           |                      | Agnese di Beaugency    | …                      |  |  |       |  |  |                       |  |  |                        |  |
|                           |                      | Agnese di Beaugency    | …                      |  |  |       |  |  |                       |  |  |                        |  |
| Anna di Nevers            |                      | Agnese di Beaugency    |                        |  |  |       |  |  |                       |  |  |                        |  |
|                           |                      | …                      | …                      |  |  |       |  |  |                       |  |  |                        |  |
|                           |                      | …                      | …                      |  |  |       |  |  |                       |  |  |                        |  |
|                           |                      | …                      | …                      |  |  |       |  |  |                       |  |  |                        |  |
| Adelaide                  |                      | …                      |                        |  |  |       |  |  |                       |  |  |                        |  |
|                           |                      | …                      | …                      |  |  |       |  |  |                       |  |  |                        |  |
|                           |                      | …                      | …                      |  |  |       |  |  |                       |  |  |                        |  |
|                           |                      | …                      | …                      |  |  |       |  |  |                       |  |  |                        |  |
|                           |                      | …                      |                        |  |  |       |  |  |                       |  |  |                        |  |

### Fonti primarie
- (LA)  Baluze, Preuves de l'Histoire généalogique de la maison d'Auvergne, tome 2.
- (LA)  Preuves de l'Histoire généalogique de la maison d'Auvergne.
- (LA)  Monumenta Germaniae Historica, Scriptores, tomus XXIII.
- (LA)  Justel, Histoire généalogique de la maison d'Auvergne.
- (LA)  Chroniques de Saint-Martial de Limoges.
- (LA)  Baluze, Preuves de l'Histoire généalogique de la maison d'Auvergne, tome 1.
- (LA)  Monumenta Germaniae Historica, Scriptores, tomus V.
- (LA)  Historia rerum in partibus transmarinis gestarum.

### Letteratura storiografica
- Louis Alphen, La Francia Luigi VI e Luigi VII (1108-1180), in «Storia del mondo medievale», vol. V, 1980, pp. 770–806
- (FR)  Baluze, Histoire généalogique de la maison d'Auvergne, tome 1.